# Ciro II el Grande
Ciro el Grande (600/575 – 530 a. C.) fue el instaurador de la dinastía aqueménida de Persia (circa 559-530 a. C.) y el fundador del Imperio aqueménida (en persa antiguo: Haxāmanišiya), el cual fue el primer Imperio persa tras vencer a Astiages, último rey medo (550 a. C.) y extender, así, su dominio por la meseta central de Irán y gran parte de Mesopotamia. Sus conquistas se extendieron sobre Media, Lidia y Babilonia, desde el mar Mediterráneo hasta la cordillera del Hindu Kush, con lo que creó el mayor imperio conocido hasta ese momento. Este duró más de doscientos años hasta su conquista final por Alejandro Magno (332 a. C.).
Ciro el Grande respetaba las costumbres y religiones de las tierras que conquistabaa través de un modelo exitoso de administración centralizada y de establecimiento de un gobierno que funcionara en beneficio y provecho de sus súbditos. La administración del Imperio mediante sátrapas y el principio vital de formar un gobierno en Pasargadae fueron obras de Ciro.De igual manera, es exaltado en el judaísmo por su papel en la liberación del pueblo judío del cautiverio babilónico al emitir el Edicto de Restauración tras la conquista persa de Babilonia. Este evento se describe en la Biblia hebrea como el regreso a Sión, mediante el cual los judíos desplazados fueron repatriados a lo que había sido el Reino de Judá, lo que permitió el resurgimiento de la vida judía en la Tierra de Israel. Ciro también facilitó las aspiraciones judías de un nuevo Templo en Jerusalén, en la provincia de Judá del Imperio aqueménida, donde se alzaba el Templo de Salomón original antes de ser destruido durante el asedio babilónico de Jerusalén. Sus esfuerzos resultaron en la finalización del Segundo Templo, que marcó el inicio del período del Segundo Templo y del judaísmo del Segundo Templo. Lo que a veces se denomina el Edicto de Restauración (en realidad, dos edictos), descrito en la Biblia como realizado por Ciro el Grande, dejó un legado duradero en la religión judía. Según Isaías 45:1 de la Biblia hebrea, Dios ungió a Ciro para esta tarea, incluso refiriéndose a él como un mesías (lit., 'ungido'), además de ser la única figura no judía en la Biblia a la que se le llama así.
Ciro el Grande también es reconocido por sus logros en materia de derechos humanos, política y estrategia militar, así como por su influencia en las civilizaciones de Oriente y Occidente. Originario de Persis, que corresponde aproximadamente a la actual provincia iraní de Fars, Ciro desempeñó un papel crucial en la definición de la identidad nacional del Irán moderno. La influencia aqueménida en el mundo antiguo se extendería finalmente hasta Atenas, donde los atenienses de clase alta adoptaron como propios aspectos de la cultura de la clase dirigente de la Persia aqueménida.
Ciro es una figura de culto entre los iraníes modernos, y su tumba sirve de lugar de veneración para millones de personas. En la década de 1970, el último Sha de Irán, Mohammad Reza Pahlavi, identificó su famosa proclama inscrita en el Cilindro de Ciro como la declaración de derechos humanos más antigua que se conoce, y el Cilindro se ha popularizado desde entonces como tal. Esta opinión ha sido criticada por algunos historiadores occidentales por considerar que se ha malinterpretado el carácter genérico del Cilindro como una declaración tradicional que los nuevos monarcas hacen al comienzo de su reinado.

## Nombre
Ciro es la forma latinizada e hispanizada del griego Κῦρος (Küros), que a su vez deriva del persa antiguo Kūruš. En persa moderno se llama کوروش Kurosh.
Sobre su etimología, los autores clásicos Ctesias y Plutarco lo relacionaban con la palabra ‘agua’, aunque los autores modernos por lo general prefieren ‘joven’ o ‘el que humilla a su enemigo en una disputa verbal’. El epíteto «el Grande» es utilizado por las fuentes griegas, que también lo llaman «el Viejo» (o «el Mayor»), en contraposición al posterior Ciro el Joven.

## Orígenes
Ciro II era hijo de Cambises I de Anshan, de la dinastía aqueménida, y, según Heródoto, de Mandana, hija del rey medo Astiages y de Aryenis, princesa del reino de Lidia. Esto le proporciona cierta legitimidad sobre los tronos de Media y Lidia, por lo que se puede tomar como un invento de la propaganda oficial. No obstante, las alianzas dinásticas eran usuales. 
Los antecesores de Ciro lideraban los grupos persas establecidos en la zona montañosa del este del antiguo reino de Elam (sudoeste del actual Irán) desde principios del siglo VII a. C., bajo Aquemenes, legendario fundador de la dinastía aqueménida. Ostentaban el título de «rey de Anshan», ciudad de fuerte tradición elamita, y desde el siglo VI a. C. eran vasallos del reino de Media. La residencia real de Ciro se situaba en Pasargada, cerca de Anshan. Pero es probable que ya se utilizase Susa, otro antiguo centro urbano de Elam, como capital alternativa.

## Expansión

Conquistas de Ciro.

### Conquista de Media
Hacia el 559 a. C., Ciro II sucedió a su padre Cambises I. Según Heródoto, Ciro se rebeló contra el soberano medo Astiages, a quien logró deponer luego de recibir el apoyo de Harpago, comandante del ejército medo. Fuentes contemporáneas confirman que en 550 a. C. (Crónica de Nabonido, o Crónica de Babilonia N.º 7), o 553 a. C. (Cilindro de Sippar), Astiages atacó a Ciro, pero fue entregado al rey persa por sus propias tropas. Ciro tomó entonces Ecbatana, la capital de Media, y trasladó su tesoro a Persia.
Heródoto menciona varias veces a generales de origen medo en las campañas de Ciro, entre ellos Harpago. Ecbatana se transformaría en residencia de verano de los soberanos persas. No obstante, se pueden encontrar reseñas antipersas en las tradiciones, probablemente de origen medo, recogidas por el historiador griego Ctesias. También, en la inscripción de Behistún, que describe rebeliones en Media hacia 521 a. C., unos ocho años después de la muerte de Ciro.

### Conquista de Lidia

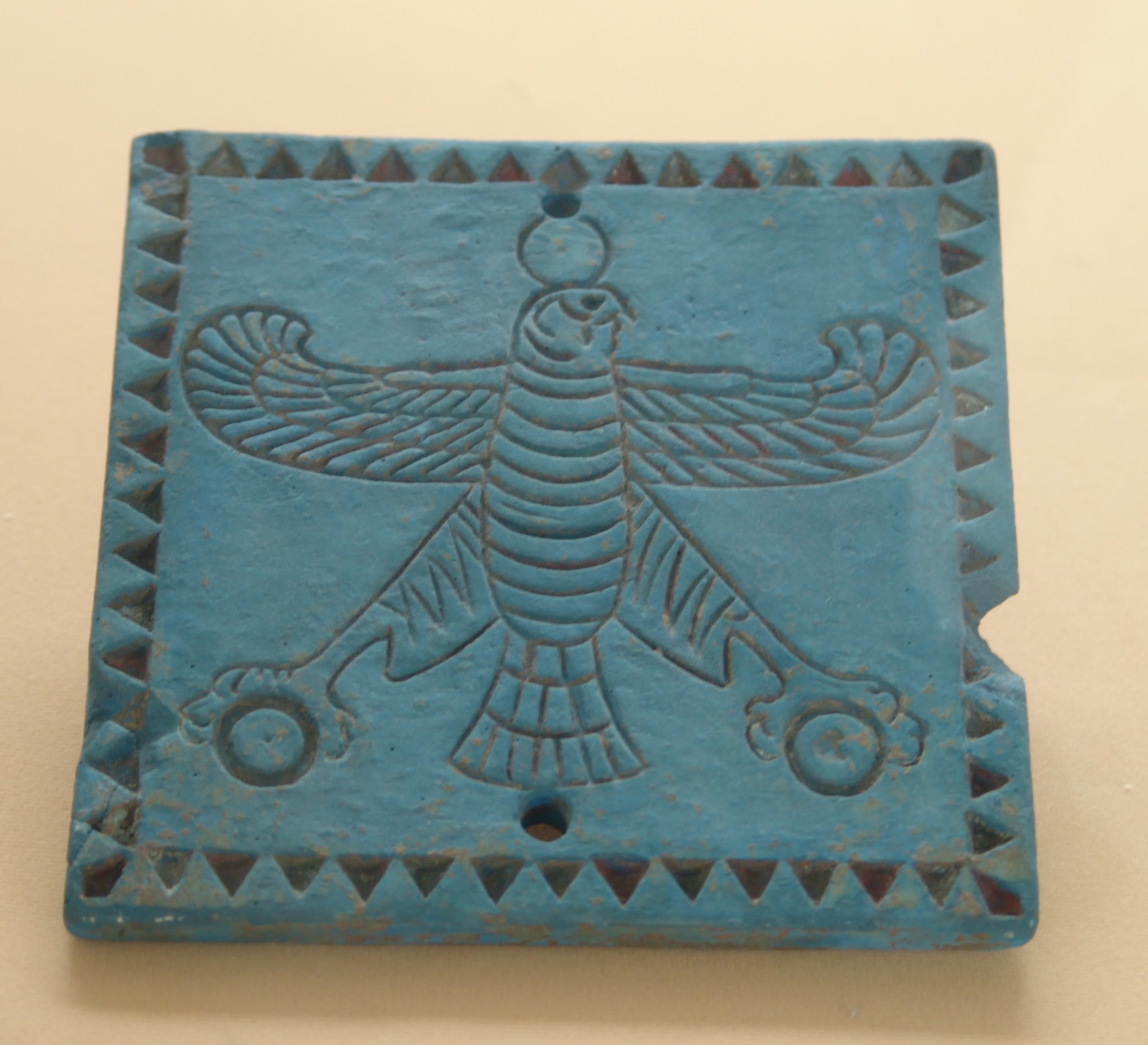
Estandarte de Ciro en el Museo Nacional de Irán.

Solo la frontera occidental del área de influencia meda era el río Halis (Anatolia, actual Turquía), que lo separaba del reino de Lidia. Creso, rey de Lidia, era cuñado del depuesto Astiages, por lo que existía una alianza matrimonial entre ambos reinos. Según Heródoto, consultó al oráculo de Delfos sobre la conveniencia de atacar a los persas. Este le respondió que si lo hacía, destruiría un gran imperio. Entonces, Creso cruzó el río Halys y se enfrentó con Ciro en Pteria. Pero ninguno de los dos bandos ganó. 
Según Heródoto, Creso se retiró para pasar las estaciones frías y esperar refuerzos de su aliado Amasis II de Egipto y de la ciudad griega de Esparta. Pero fue perseguido por los persas hasta su capital, Sardes, y sitiado. Sardes cayó. A punto de ser quemado en la hoguera, Ciro le perdonó la vida. El gran imperio destruido terminaba siendo, entonces, el suyo propio.
La Crónica de Nabonido nos informa que en el verano del 547 a. C., Ciro «conquistó el país de Li[...]» y mató a su rey. Los símbolos cuneiformes que representan el reino conquistado parecen poder interpretarse como «Lidia». Esta contradice a Heródoto en la estación de la conquista de Sardes y en la muerte de Creso.
Los primeros años de la conquista persa de Lidia fueron tumultuosos. Pacties, lidio encargado del tesoro de Sardes, lideró una rebelión que asedió Sardes. Esta fue reprimida por el sátrapa Mazares, quien murió poco después. Su sucesor, Harpago, dirigió la conquista de las ciudades griegas de Asia Menor.

### Conquista de Babilonia
El rey de Babilonia era Nabonido, que había pasado una gran parte de su reinado en el oasis árabe de Tema, pero había regresado a Babilonia probablemente a raíz de la amenaza de Ciro. Las campañas contra Babilonia parecen haber comenzado a finales de la década de 540 a. C. El primer hecho preciso del que se tiene noticia es la victoria de Ciro sobre los babilonios en la batalla de Opis, en el otoño de 539 a. C. Sippar se rindió, y Gobrias, gobernador persa de Gutium, entró sin batalla en Babilonia el 12 de octubre del 539 a. C. Ciro llegó varios días más tarde.

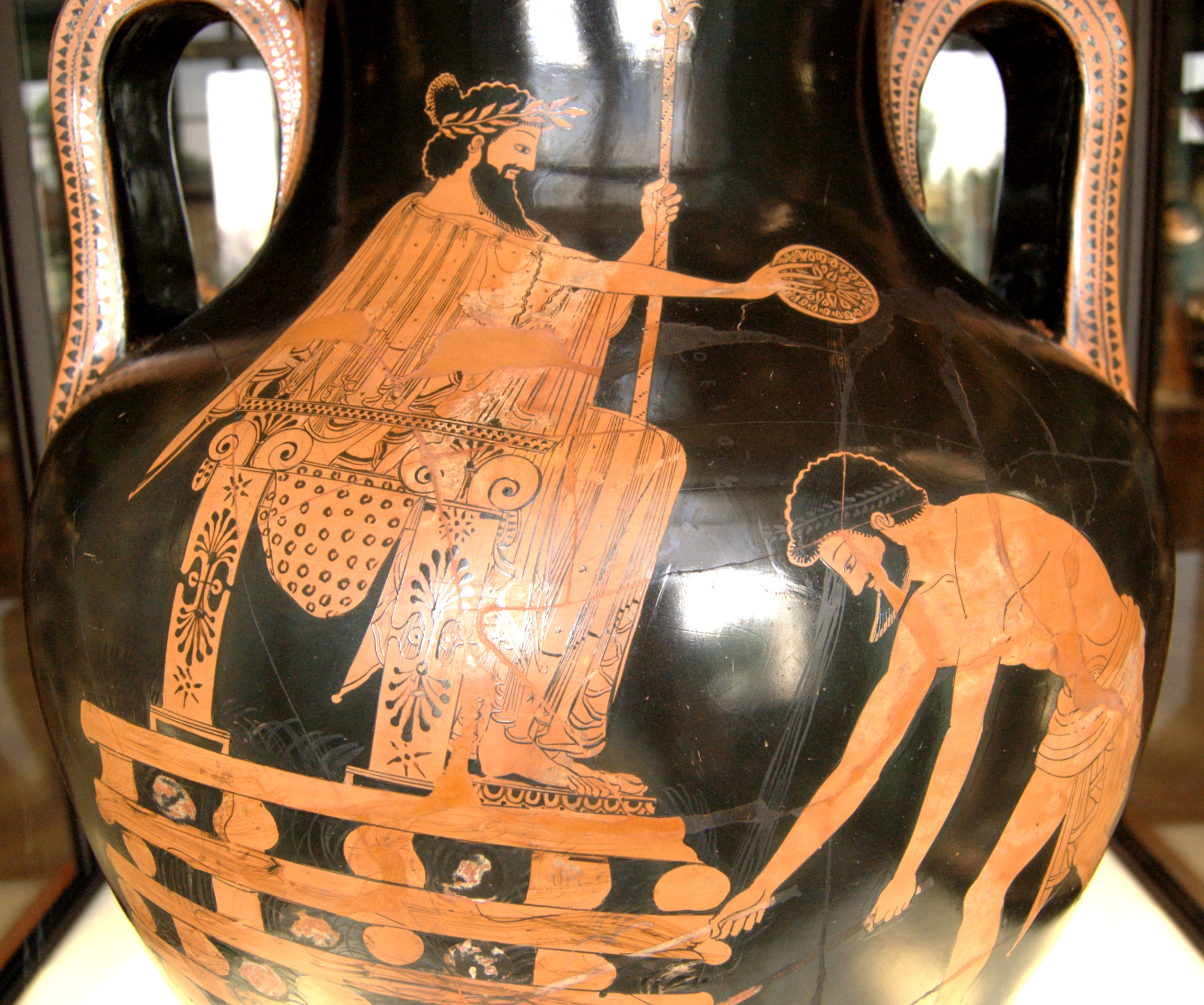
Vaso griego que representa al rey lidio Creso, a punto de ser incinerado en una pira por orden de Ciro.

Para la conquista de Babilonia, Ciro tuvo el sustancial apoyo del sacerdocio babilonio, que estaba enfrentado con Nabonido a causa de sus reformas religiosas.

### Las provincias orientales
Existe un problema sobre cuándo fueron conquistadas las provincias orientales del Imperio, en Asia central, que corresponden a los actuales Afganistán, Tayikistán, Uzbekistán y Turkmenistán. Eran habitadas por sogdianos, bactrianos y arios, pueblos de origen iranio indoeuropeo y emparentados estrechamente con medos y persas. 
Son mencionadas como satrapías (provincias) persas en 521 a. C. (inscripción de Behistún), por lo que necesariamente formaban parte del Imperio de Ciro (su sucesor Cambises II no pudo haberlas conquistado ya que sus campañas se concentraron en Egipto). Ciro pudo haberlas heredado del reino medo, o conquistado tras la anexión de Lidia, según se puede suponer de los textos de Heródoto y Ctesias.

### Siria y Judea
La región de Siria-Judea, que formaba parte del Imperio neobabilónico, fue subyugada pacíficamente. Ciro permitió el regreso a Jerusalén de las comunidades judías deportadas en Babilonia (Esdras). Según datos arqueológicos, también regresaron grupos de arameos deportados a su tierra de origen en Siria. Las ciudades fenicias no ofrecieron resistencia, y se estableció una especie de protectorado.

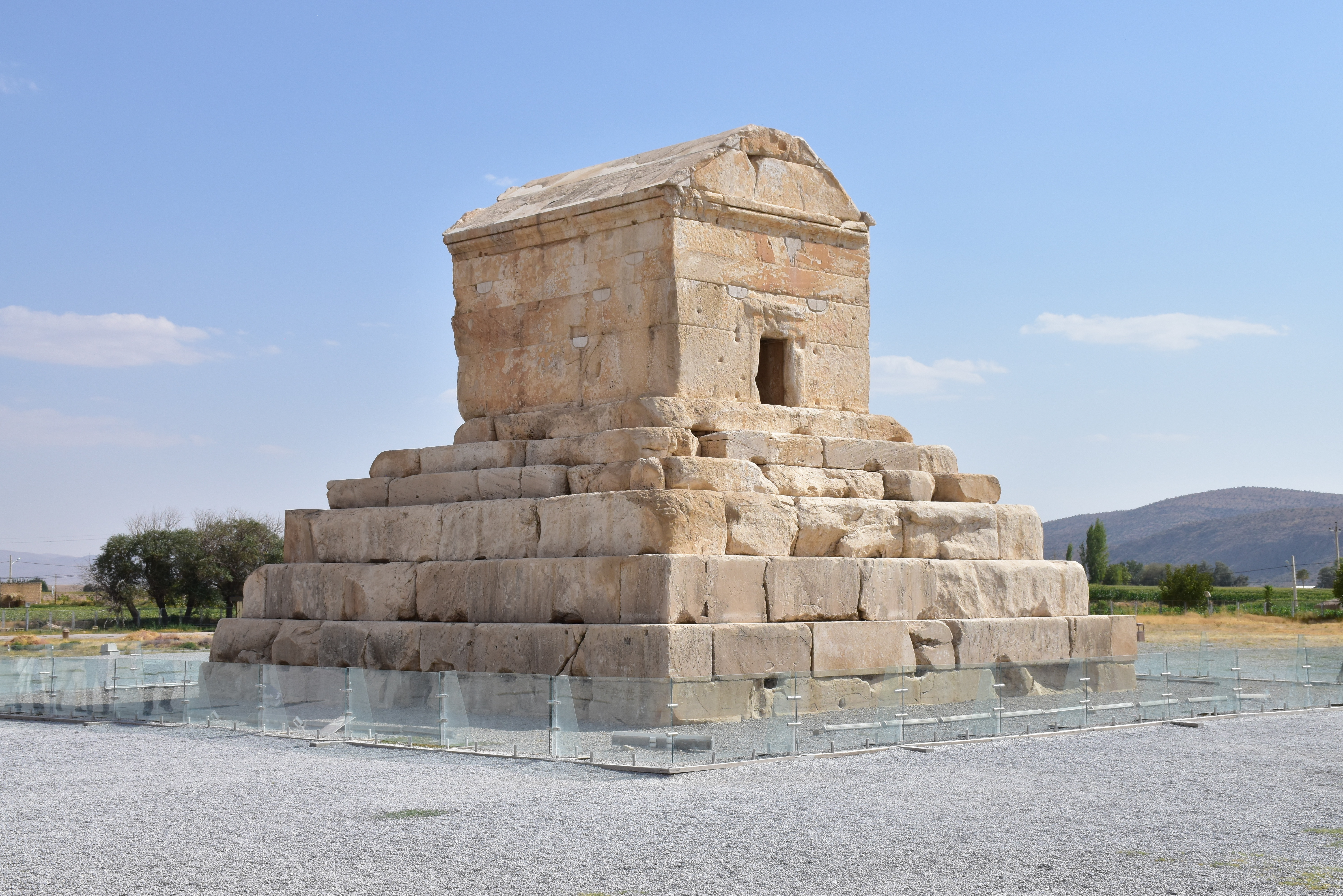
Pasargada, la tumba de Ciro.

El decreto de Ciro en Esd. 1.1-4 recoge así:
22 Mas al primer año de Ciro rey de los persas, para que se cumpliese la palabra de Jehová por boca de Jeremías, Yahveh despertó el espíritu de Ciro rey de los persas, el cual hizo pregonar de palabra y también por escrito, por todo su reino, diciendo:
23 Así dice Ciro, rey de los persas: Yahveh, el Dios de los cielos, me ha dado todos los reinos de la tierra; y él me ha mandado que le edifique casa en Jerusalén, que está en Judá. Quien haya entre vosotros de todo su pueblo, sea Yahveh su Dios con él, y suba.

### Campañas posteriores y muerte
Hacia 530 a. C., Ciro emprendió una campaña contra los nómadas escitas del nordeste del imperio, concretamente la tribu de los masagetas, dejando a su hijo Cambises como heredero con el título de rey de Babilonia. 
Según informes posteriores, como Anábasis de Alejandro Magno de Flavio Arriano, fundó una ciudad cerca del Sir Daria. La llamó Cirópolis o *Kurushkatha. En un movimiento estratégico, llevó como invitados de honor al esposo e hijo de la reina Tomiris a Babilonia, donde los ejecutó de forma traicionera. Después intentó tomar el control del nordeste del imperio. Fue vencido y muerto por los masagetas en minoría de luchadores y menor capacidad de armamento, acaudillados por la reina heroína Tomiris. La reina todavía es recordada por su inteligencia y gran capacidad de pelea al poder derrotar al ejército más fuerte de ese momento.

## Familia real
Según una de las versiones presentadas por Heródoto, la esposa principal de Ciro era Casandana, hija de Farnaspes, un miembro de la familia real Aqueménida. El dato es con toda probabilidad correcto, ya que se ve en parte corroborado por la Crónica de Nabonido, a pesar de que esta no menciona explícitamente a Casandana. 
La segunda versión, que afirma que la madre de Cambises era una hija del rey egipcio Amasis, debe ser considerada como un intento de legitimación de la conquista de Egipto por parte de Cambises (527 a. C.). Del mismo modo, es descartada la versión de Ctesias, según la cual la reina de Ciro era Amitis, hija del rey medo Astiages.
Casandana dio a luz a al menos dos hijos, Cambises y Esmerdis, y una hija, Atosa. Otras dos hijas, Artistona y una anónima, aparecen también en el relato de Heródoto, aunque no se conoce la identidad de su madre. Tanto Atosa como Artistona fueron sucesivamente consortes de su hermano Cambises II, del usurpador Gaumata y de Darío I; de este último también lo fue Parmis, la única hija de Esmerdis. Roxane, una consorte de Cambises mencionada por Ctesias, podría así mismo tratarse de una hija de Ciro.

## El Imperio

### Ideología y propaganda imperial

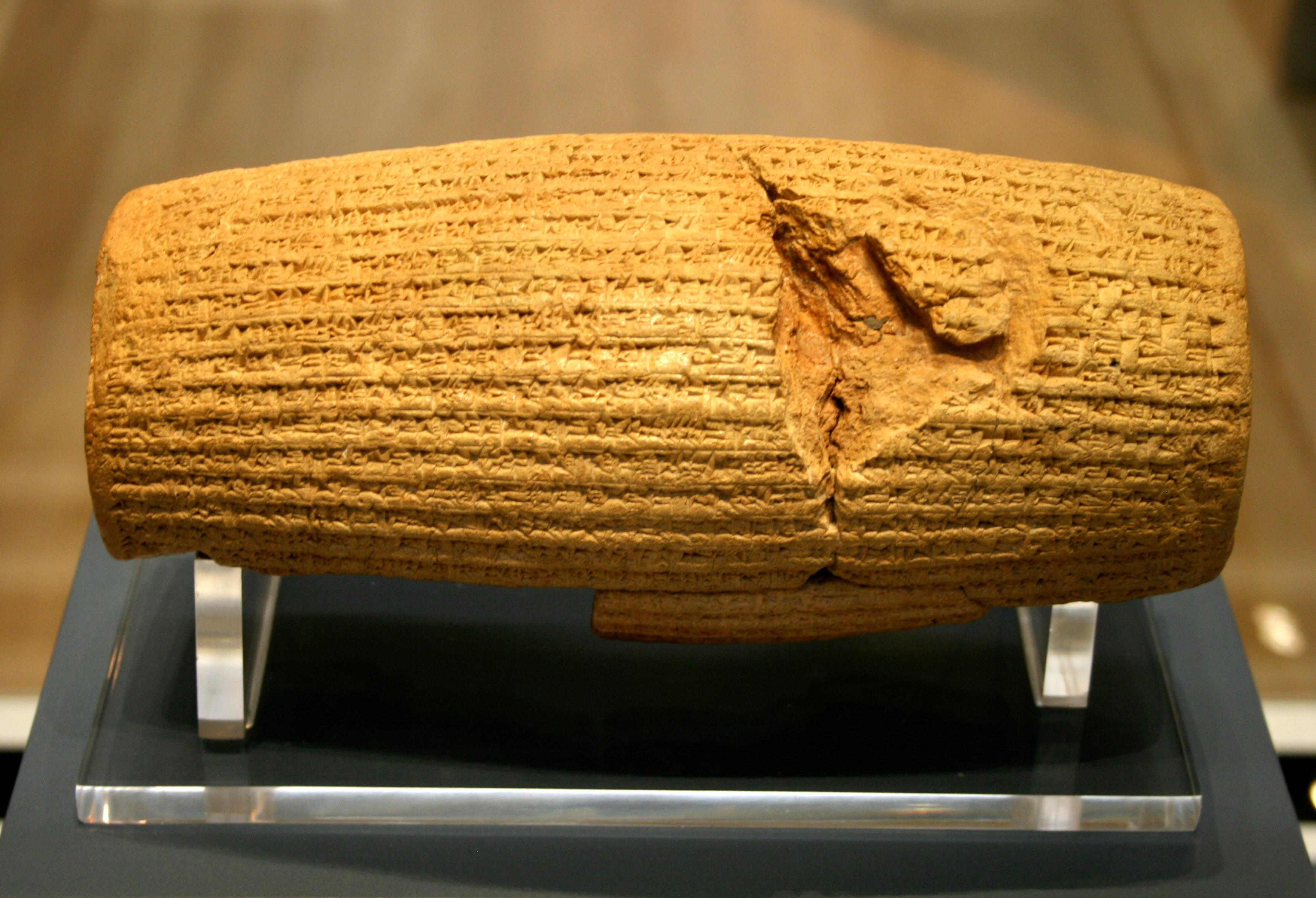
El Cilindro de Ciro.

El persa es un imperio universalista. Además de «rey de Anshan» (muy usual) y «rey de Persia», Ciro asume los títulos de «rey del Mundo» y de «rey de los cuatro extremos de la Tierra», ambos de origen babilonio, así como «rey de Babilonia» y el arcaizante «rey de Súmer y Acad».
Los enemigos de Ciro son vituperados en el marco de una campaña propagandística de legitimación. Astiages de Media es descrito en Heródoto como un rey cruel y despótico. Según la misma fuente, Creso fue quien cruzó el río Halys y atacó a Ciro, quien solo se habría defendido. En cuanto a Babilonia, en el Cilindro de Ciro y otras fuentes sacerdotales, se ridiculiza a Nabonido y a su política religiosa. Aun así, las tradiciones recogidas por Heródoto y Beroso hablan de que Ciro otorgó altos cargos políticos tanto a Creso como a Nabonido.
Ciro destaca por su política de concesiones hacia los pueblos sometidos, que en muchos casos lo hacen de buen grado, y a los que no se exige más que tributo, reclutamiento y aceptación de una guarnición permanente. Rechaza la deportación masiva practicada por sus antecesores asirios y babilonios, y ocasionalmente por sus sucesores persas. Con Ciro el movimiento es a la inversa. A las comunidades deportadas, como los judíos, se les permite regresar a su tierra.

### Administración

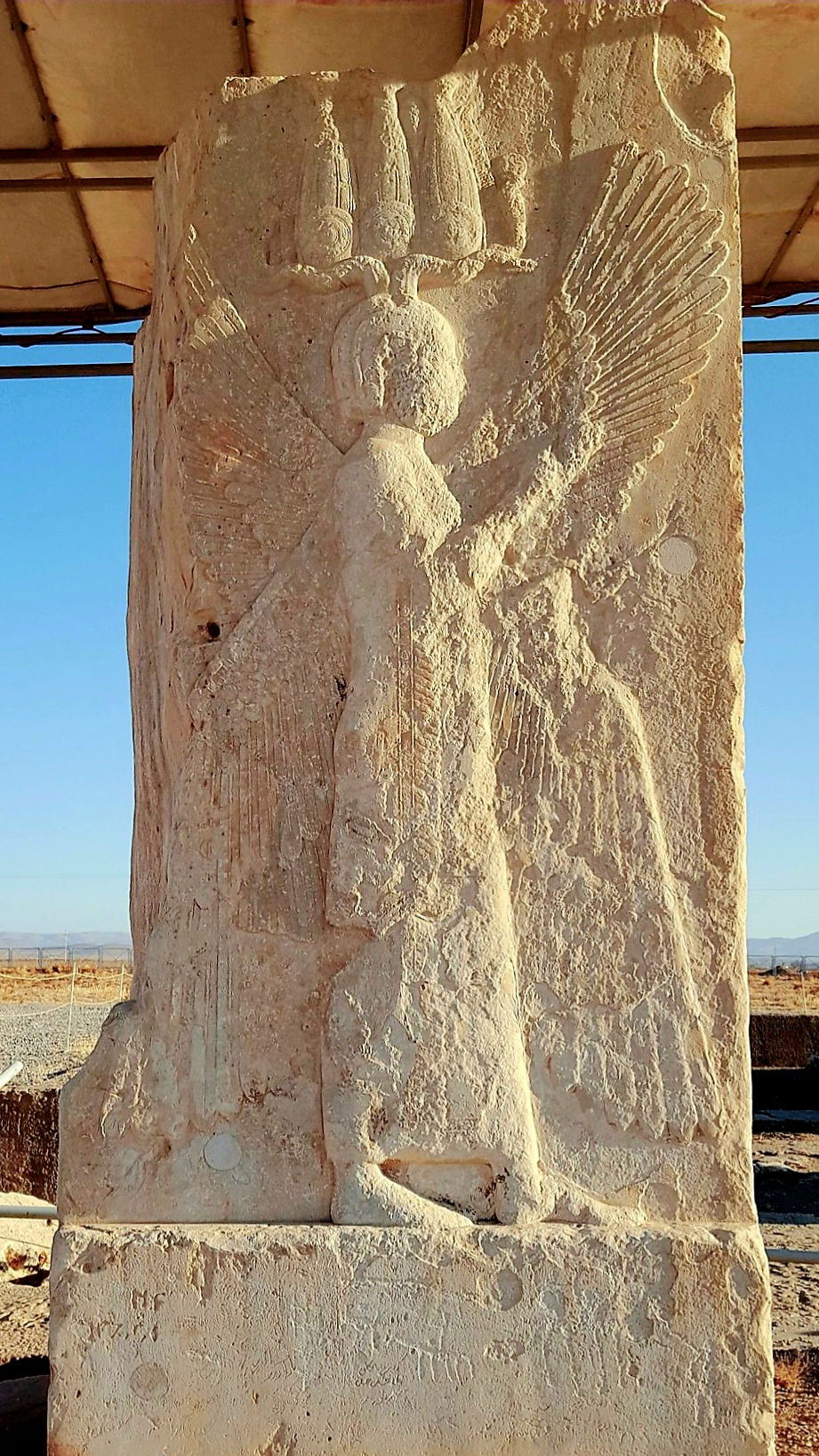
Relieve de Ciro en Pasargada.

Existen numerosas evidencias de la existencia de sátrapas o gobernadores provinciales durante el reinado de Ciro, a pesar de que un pasaje de la obra de Heródoto podría llevar a pensar que estos fueron posteriormente introducidos por Darío I. Durante el reinado de Ciro los sátrapas de los que se tiene noticia son exclusivamente de origen persa, aunque hay un número considerable de medos con posiciones de alto rango, entre los cuales Harpago parece poseer un lugar destacado.
Si bien elementos tales como los sátrapas expresan las innovaciones del nuevo dominio persa, es posible observar así mismo un alto grado de continuidad en muchos aspectos de las sociedades conquistadas, entre ellos el administrativo. Tal es así que, por ejemplo, numerosos funcionarios babilonios que iniciaron su carrera durante el reinado de Nabonido continuaron desarrollándola ininterrumpidamente durante el de Ciro.
Ciertas regiones como Cilicia, Licia o las ciudades griegas y fenicias parecen haber poseído un elevado grado de autonomía a nivel local.

### Religión
Asimismo, es muy notable la tolerancia religiosa aplicada por Ciro y sus sucesores. Ciro no se entrometió en la religión de los pueblos conquistados debido a que el mazdeísmo (religión oficial persa desde Darío I) promovía la tolerancia y el respeto a otros credos sin imposición de creencias de ningún tipo (Yasna 31,11). En Babilonia (el Cilindro de Ciro y una fuente sacerdotal sobre Nabonido) es considerado por el sacerdocio como un enviado de Marduk para restablecer el orden tras las reformas religiosas de Nabonido.
Los judíos de tiempos del profeta Isaías proclamaron a Ciro como su Mesías (Cristo), siendo el único no judío, título que Alejandro Magno no llegó a poseer, según los relatos de la Biblia.

### Fuentes primarias

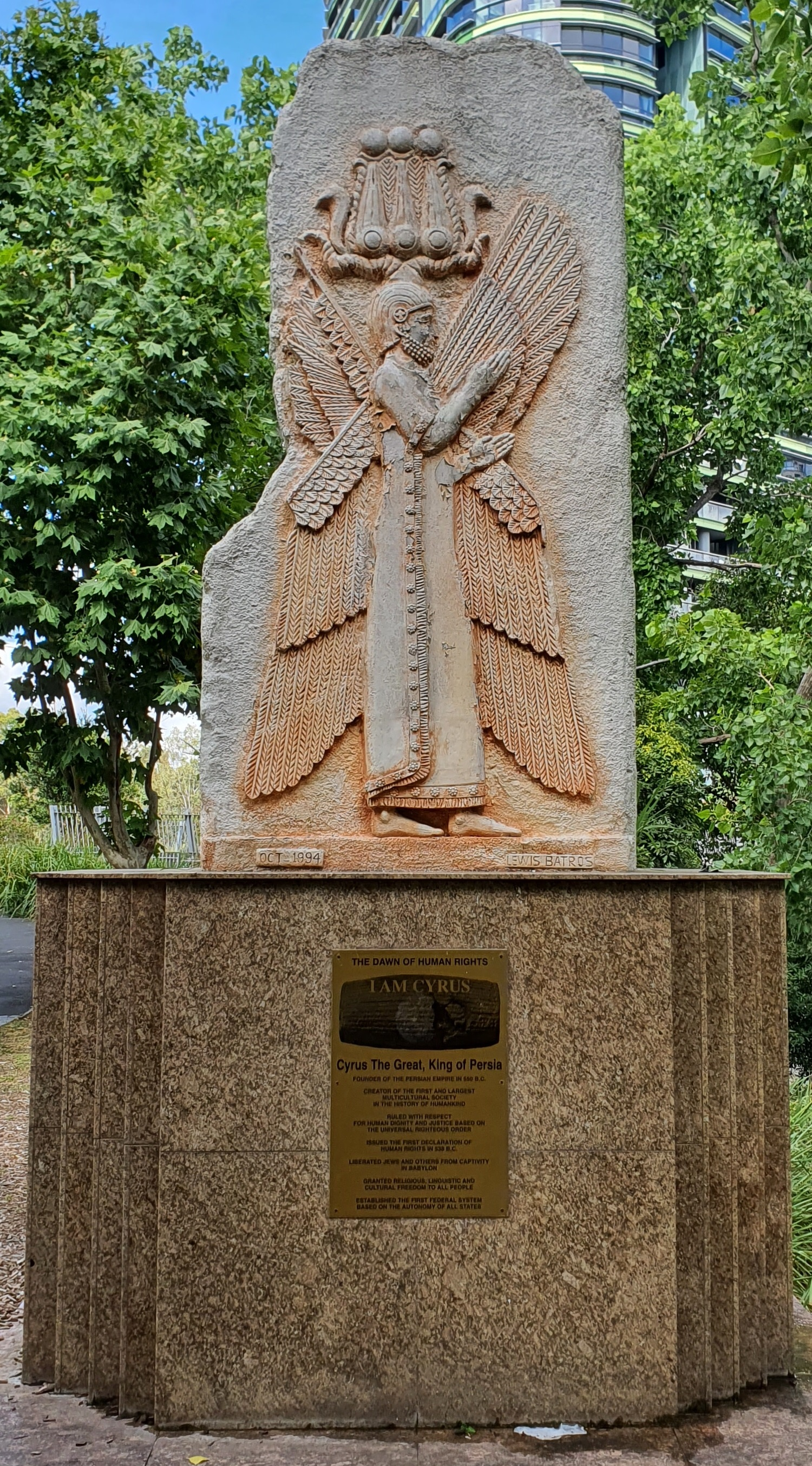
Imagen en relieve de Ciro en el Parque Olímpico de Sídney, en Australia.